# Liarea bicarinata
Liarea bicarinata là một loài ốc đất liền cỡ nhỏ, là động vật chân bụng sống trên cạn động vật thân mềm thuộc họ Pupinidae.

## Phân bố
Loài này thường gặp ở New Zealand.